# Onu Laran

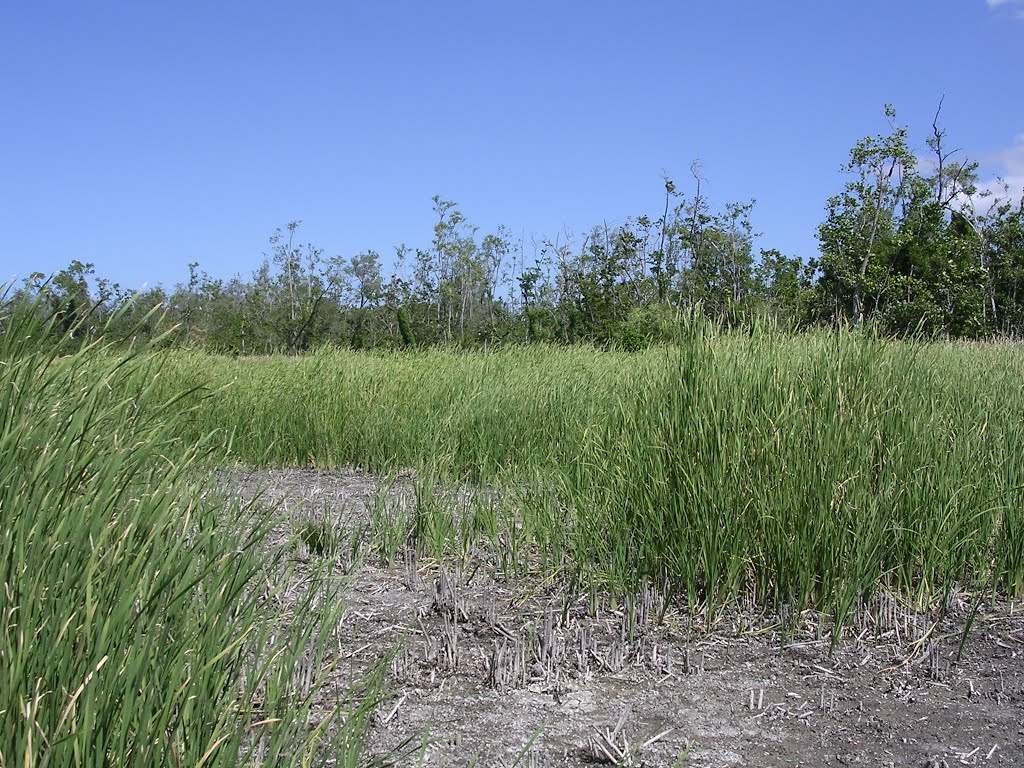
Hohes Riedgras bedeckt auch die Region westlich des Onun Laran

Der Onu Laran (andere Namen: Lokon Quiarsecu, Quiarsecu) ist ein See im osttimoresischen Suco Beiseuc (Verwaltungsamt Tilomar). Bis 2015 gehörte der See zum Suco Lalawa. Er ist der größte See in der Gemeinde Cova Lima und liegt im Süden des Sucos, nahe der Küste der Timorsee, im äußersten Südwesten des Landes.
Das Ufer ist mit hohem Riedgras bewachsen, der gesamte See mit sumpfigem Wald umschlossen. Das gesamte Gebiet hat etwa eine Fläche von 30 Hektar. Es gehört zur Important Bird Area von Tasitolu und ist ein Naturreservat.